# Selångersån

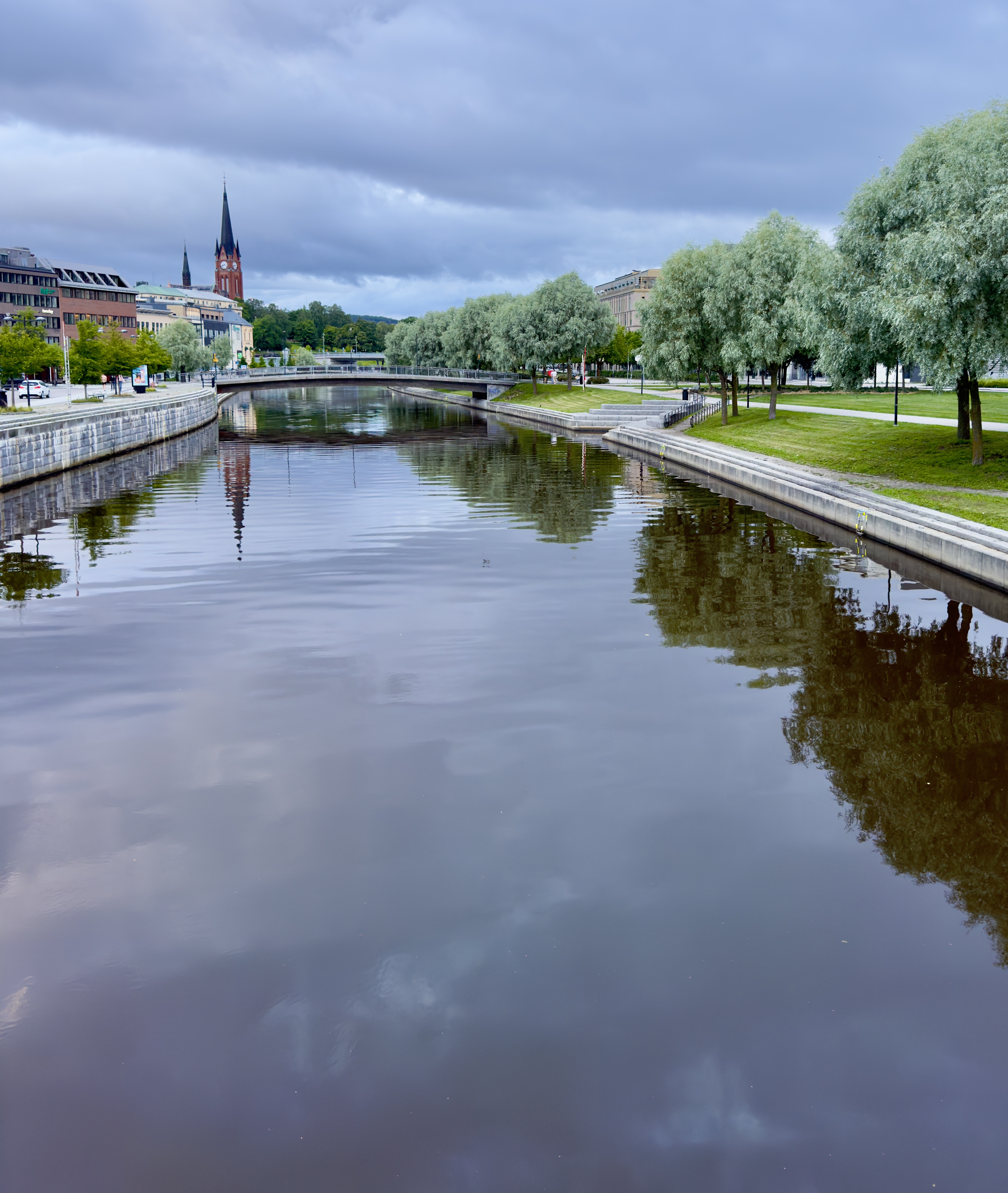
Selångersån, i bakgrunden syns Gustav Adolfs kyrka.

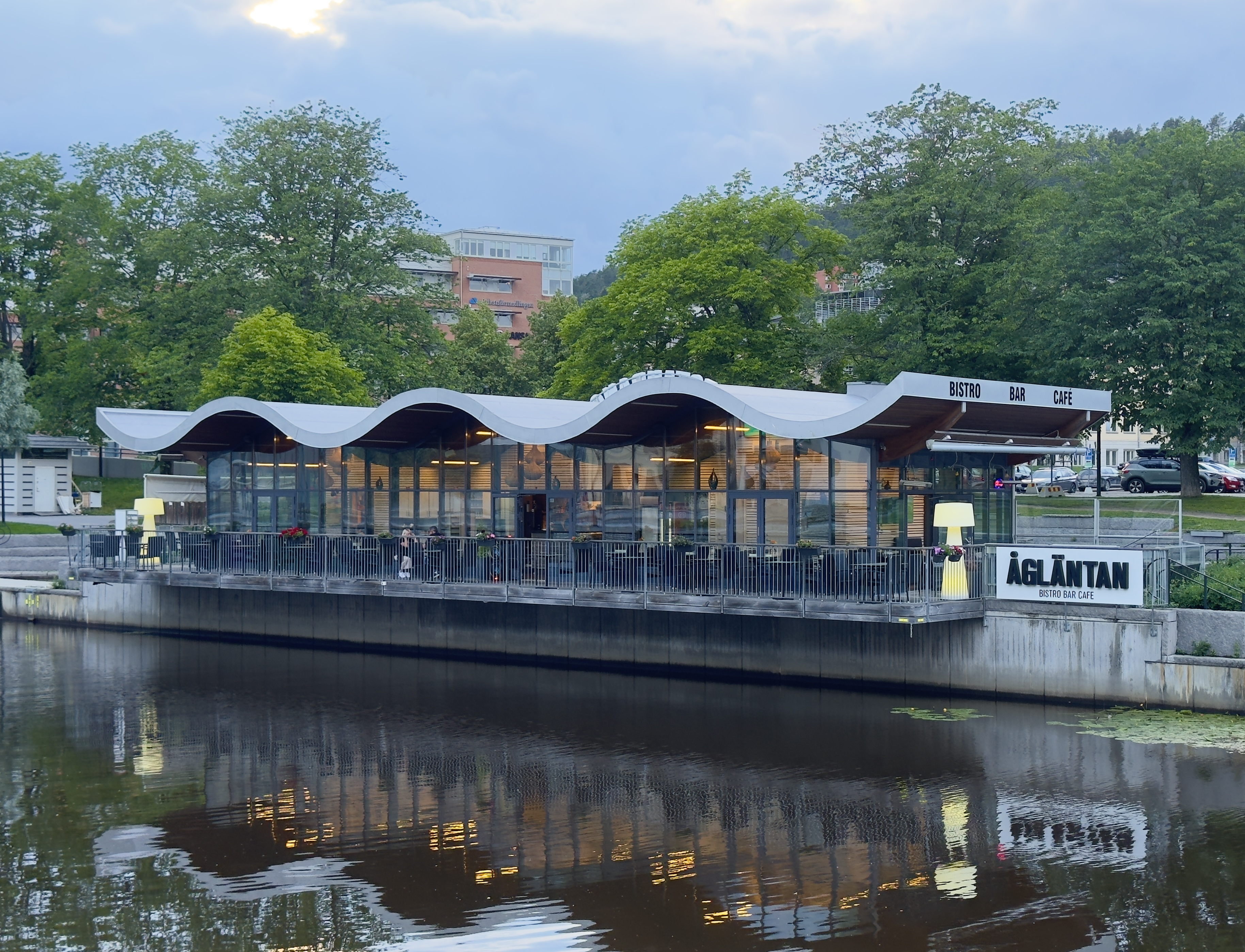
Restaurang vid Selångersån.

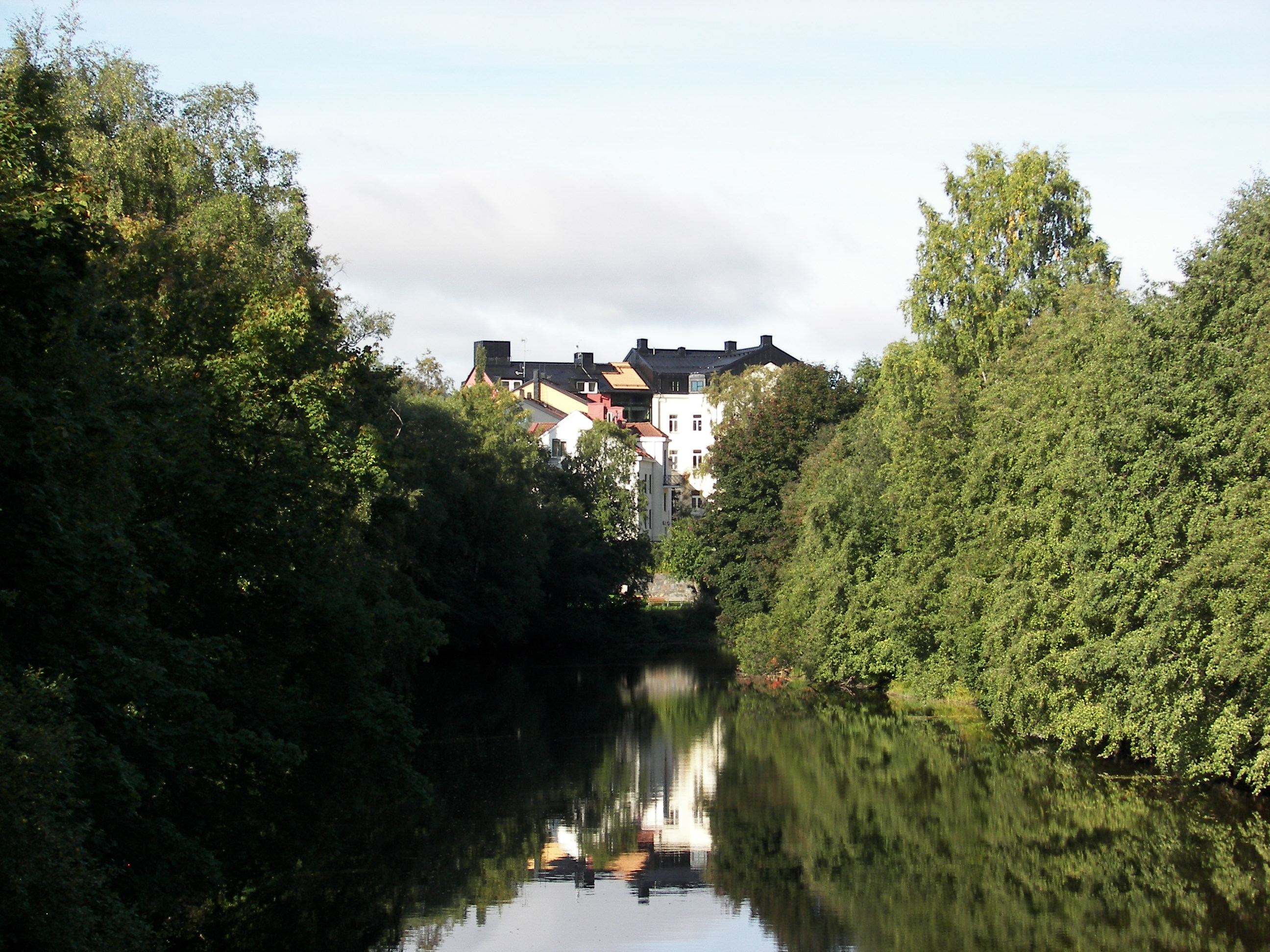
Vy uppströms längs Selångersån utanför Himlabadet mot Mittuniversitetets campus på Åkroken.

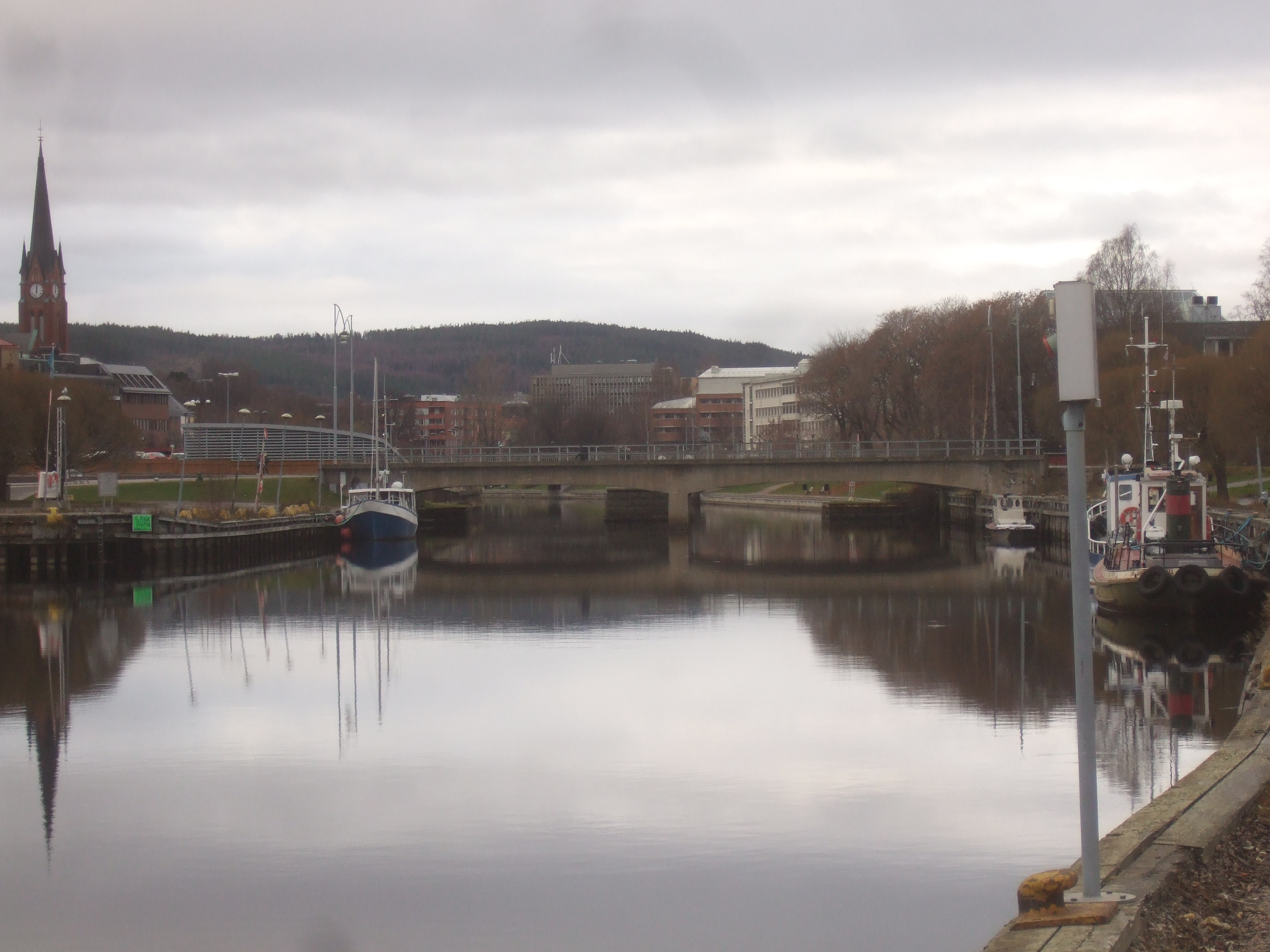
Selångersåns mynning från Heffnerskajen.

Selångersån är en å i Medelpad som avvattnar en rad mindre sjöar i Sättna, Indals och Selångers församlingar. Selångersån mynnar i Sundsvallsbukten (Bottenhavet) efter att ha passerat genom centrala Sundsvall. Ån är mer känd som Sättnaån väster om sammanflödet med Kvarsättsbäcken (vid en punkt med koordinater 62°24′55.8″N 17°10′58″Ö / 62.415500°N 17.18278°Ö, 8 kilometer väster om Selångersåns utlopp i havet). Som källsjö räknas Sulsjön (274 m ö.h.). Havsöring och harr finns i ån. Åns avrinningsområde omfattar 460 km².
Selångerdalen i sin helhet består av två sammanlöpande dalsänkor: en med början i Vattjom, som sedan sträcker sig i östlig riktning fram till Dälje för att gå mot nordost fram till Selångerssjön, samt en som utgörs av Selångersåns egentliga dalsänka.  Sättna- och Selångersåns dalgång fortsätter till Holmsjön, den näst största sjön i Medelpad. Trots att Holmsjön numera har sitt utlopp genom Gimån till Ljungan, kan det inte uteslutas att Selångersåns nuvarande dalgång tidigare utgjort avlopp för en isdämd sjö. Genom Selångersåns dalsänka går nämligen en rullstensås från kusten ända upp till Holmsjön, vilket tyder på att smältvattensälvarna gått denna väg under inlandsisens avsmältningsperiod. Den ibland diskuterade möjligheten att Ljungan flutit genom Selångersdalen kan av samma skäl avvisas.

## Historia
År 4000 f.Kr. låg strandlinjen vid byarna Oxsta och Västeråsen och större delen av den nu odlade Selångersbygden låg under vatten. Till följd av landhöjningen bildade Selångerdalen 2000 år senare en ganska stor havsvik, men havet nådde fortfarande byarna Kvarsätt och Österro.
I det kuperade Medelpad är odlingslandskapet i hög grad koncentrerat till sedimentlagren i tre dalgångar, Ljungans, Indalsälvens och Selångersdalens, vilka var och en gett upphov till kustnära maktcentra under järnåldern och medeltiden. Selångersdalen är den minsta av dessa tre vad gäller vattenflödets storlek och bebyggelsens utbredning. Bebyggelsen i Selångersdalen kan möjligen utgöra en expansion av bebyggelsen kring Marmen, där de äldsta spåren av odling återfunnits i Medelpad. Rika järnåldersfynd från gravarna i Högom tyder på att Selångersbygden utgjorde ett elitbetonat maktcentra, sannolikt till följd av handel med järn som utvunnits längs med Ljungan, till vilken en lättframkomlig sidodal ansluter till Selångersån.
Vid medeltidens början låg Selångerssjöns vattenyta 10 meter högre än i dag. Sjön hade därför ännu inte avsnörts från havet utan bildade en utmärkt segelled, och Medelpads enda hamn låg i Selånger, nedanför Nävsta by. Uttrycket Selångerssjön förekommer därför inte i 1500-talsmaterial utan när denna åsyftas används uttrycket Selångersfjärden.
Ett skeppsvrak daterat tidigt 1400-tal ligger i Selångersån i centrala Sundsvall i höjd med Åkroken.
Hamnstaden Sundsvall, som grundades 1621, fick sin placering längre nedåt Selångersån bland annat därför att landhöjningen hade gjort inseglingsrännan till utskeppningshamnen vid Selångers kyrka för trång. Staden tog således över Selångers roll som centralort. 